# Szilágyi Nina
Szilágyi Nina, Szilágyi Anna (Debrecen, 1842. május 10. (keresztelés) – Balatonarács, 1859. augusztus 5.) színésznő.

## Életútja
Szilágyi József színész és Buzás Teréz leányaként született. Karacs Teréz miskolci növeldéjében tanult és korán lépett a színi pályára, Kaposvárott, majd Veszprémben működött. Halálát tüdővész okozta. Sirkőfelirata: „Szilágyi Nina a reményvirág, A szellemdús színésznő s honleány, Rövid szerep után tavaszkorán, Elhunyva hervad a föld sirporán. Hű anyja s a testvéri szeretet És Thália sóhajt e sír felett. Élt 17 évet.”